# Ласкарис (дворец)
Дворецът Ласкарис (на френски: Palais Lascaris) е аристократично здание в Ница, Франция, принадлежало до 1802 г. на рода Ласкарис ди Вентимиля, чието начало дава принцеса Евдокия Ласкарина Асенина, дъщеря на никейския император Теодор II Ласкарис и внучка на българския цар Йоан Асен II. Днес сградата е превърната в музей на старинните музикални инструменти с колекция наброяваща около 500 експонати.
Дворецът се намира в сърцето на стария град. Построен е през първата половина на XVII в. за най-богатия и влиятелен в Ница род - един от клоновете на Ласкарис ди Вентимиля. В продължение на два века е притежание на Ласкарис, но след като през 1802 г. и последният Ласкарис си тръгва оттук, дворецът започва да се руши, тъй като в него са настанени голям брой бедни семейства. През 1942 г. дворецът е придобит от общината на Ница и от 1960-те години започват реставрационни дейности. От 1970 г. е отворен за посетители.
Построен в бароков стил, дворецът Ласкарис има солидна фасада с прозорци и балкони от бял мрамор. Вътре ни посреща величествено фоайе със стълбище украсено със статуи, водещо към залите на първия етаж, които се използват за целите на музейната експозиция. На втория етаж са били някогашните помещения на аристократите, които са запазили пищно изрисуваните тавани с фрески от средата на XVII в. Статуите в салоните са добавени през XVIII в. Мебелировката е от XVII и XVIII в., множество картини с религиозна тематика напомнят за Малтийския орден, запазени са принадлежали на Ласкарис ди Вентимиля различни предмети с религиозно предназначение.

## Галерия
- Тържествената зала на двореца Ласкарис
- Стълбището
- Параклисът
- Част от музейната експозиция